# Motorola C139
Motorola C139 es un teléfono móvil diseñado y fabricado por Motorola. Apunta a personas con necesidades básicas, y posee características limitadas.

## Características
- (SPN) Keypad Lock: bloqueo automático de teclado.
- Alarm clock
- Cronómetro
- Convertidor de divisas
- Tiempo en espera: hasta 350 h
- Tiempo de llamada: Hasta 450 min
- Banda dual.
- Forma: Barra.

### Otras características
| Bandas               | GSM-900 MHz-1800                                                                       |
| Peso                 | 85 g                                                                                   |
| Dimensiones          | 100,6 x 45,6 x 21,8 mm                                                                 |
| Pantalla             | 96x64 píxeles, 65.000 colores                                                          |
| Batería              | Ion de litio (920 mAh) Autonomía en tiempo de espera/comunicación: hasta 450 h/700 min |
| Mensajería           | SMS, Escritura intuitiva iTap                                                          |
| Internet             | No                                                                                     |
| Agenda               | 100 entradas                                                                           |
| Manos libres         | No                                                                                     |
| Melodías             | Monofónicos, Compositor de melodías                                                    |
| Vibrador             | Si                                                                                     |
| Conexión             | No                                                                                     |
| Cámara fotográfica   | No                                                                                     |
| MP3                  | No                                                                                     |
| Cámara de video      | No                                                                                     |
| Reproductor de Video | No                                                                                     |
| Grabador de Voz      | No                                                                                     |